# Nasa umbraculifera
Nasa umbraculifera är en brännreveväxtart som beskrevs av E. Rodriguez Rodriguez och Weigend. Nasa umbraculifera ingår i släktet färgkronor, och familjen brännreveväxter. Inga underarter finns listade i Catalogue of Life.